# Ochotona nigritia
Thỏ cộc đen hay thỏ cộc bạc (Ochotona nigritia) là một loài động vật có vú thuộc Họ Ochotona của Bộ Thỏ. Chúng phổ biến ở tỉnh Vân Nam của Trung Quốc, nơi chúng được phát hiện lần đầu tiên vào năm 2000, chúng chỉ được biết đến từ bốn mẫu cá thể. Tính hợp lệ của loài này đã được đạt câu hỏi, với một vài nghiên cứu cho thấy các mẫu cá thể trên đại diện cho các cá thể bị hắc tạng của loài thỏ cộc Forrest. Loài này được Gong et al. mô tả năm 2000.